# Wort des Jahres (USA)
Das Wort des Jahres (Word of the Year, oft als WOTY abgekürzt) wurde in den Vereinigten Staaten erstmals 1990 und seitdem jedes Jahr von der American Dialect Society gewählt. Die Wahl findet meist beim Jahrestreffen der Gesellschaft im Januar des folgenden Jahres statt.
Seit dem Jahr 2000 veröffentlicht auch das texanische Unternehmen Global Language Monitor ein „Top Word of the year“. Seit 2004 kürt darüber hinaus die Oxford University Press (Hrsg. des Oxford English Dictionarys) ein „US Word of the Year“. Auch der in Massachusetts ansässige Wörterbuchverlag Merriam-Webster ermittelt ein Wort des Jahres, das gemeinsam mit etwa einem Dutzend weiterer Wörter veröffentlicht wird, die als typisch für das zu Ende gehende Jahr angesehen werden.

## Wörter des Jahres

### American Dialect Society
Um Wort des Jahres zu werden, muss dieses folgende Kriterien erfüllen:
- das Wort muss neu sein oder eine erneute Popularität erfahren haben,
- es muss häufig oder in besonders einprägsamen Zusammenhängen verwendet worden sein und
- es muss sich auf ein wichtiges Thema oder einen sonstigen Aspekt der öffentlichen Diskussion beziehen.

Neben dem Wort des Jahres wählt die Gesellschaft auch Wörter in einer Reihe von weiteren Kategorien, wie z. B. das nützlichste Wort, das kreativste Wort und das überflüssigste Wort.
Alle Mitglieder der Gesellschaft sind stimmberechtigt. Das Wort des Jahres wird auf der jährlich stattfindenden Konferenz der American Dialect Society per Handzeichen gewählt.
| Jahr | Wort des Jahres                     | Bedeutung/Erklärung |
| ---- | ----------------------------------- | --- |
| 1990 | bushlips                            | Lautlich angelehnt an „bullshit“, bezieht sich auf George H. W. Bushs Wahlversprechen „Read my lips: no new taxes“ (Lesen Sie meine Lippen: Keine neuen Steuern), das er gleich nach der Wahl brach. |
| 1991 | mother of all                       | Aus einer Rede von Saddam Hussein, siehe Mutter aller Schlachten. |
| 1992 | Not!                                | Nachgeschobener Hinweis, dass das vorher gesagte nicht ernst gemeint ist. |
| 1993 | information superhighway            | Metapher für das Internet, siehe Datenautobahn |
| 1994 | cyber und morph                     | Siehe Morphing |
| 1995 | web und (to) newt                   | Das zweite der gewählten Wörter bezieht sich dabei auf ein aggressives Verhalten, wie es Newt Gingrich an den Tag legte. |
| 1996 | mom                                 | Mutter. |
| 1997 | millennium bug                      | Bezeichnung für das Jahr-2000-Problem |
| 1998 | e-                                  | Vorsilbe in Wörtern wie „e-mail“ und „e-commerce“. |
| 1999 | Y2K                                 | Bezeichnung für das Jahr-2000-Problem. |
| 2000 | chad                                | Bezeichnung für die Papierschnipsel, die beim Ausstanzen mit einer amerikanischen Wahlmaschine entstehen. Siehe Bush v. Gore. |
| 2001 | 9-11                                | Bezeichnung für die Terroranschläge am 11. September 2001 |
| 2002 | weapons of mass destruction         | Massenvernichtungswaffen |
| 2003 | metrosexual                         | Bezeichnung für Metrosexualität |
| 2004 | red state, blue state, purple state | Bezeichnung für Staaten, die republikanisch, demokratisch oder gemischt wählen, siehe Rote Staaten und blaue Staaten |
| 2005 | truthiness                          | Von Stephen Colbert geschaffene Bezeichnung für ein „Wissen“, das auf Bauchgefühl beruht |
| 2006 | plutoed                             | Bezeichnung für eine Abwertung, die sich auf die Aberkennung des Planetenstatus des Planeten Pluto bezieht. |
| 2007 | subprime                            | Hypotheken mit geringer Bonität, siehe Subprime-Markt |
| 2008 | bailout                             | Schuldenübernahme durch Dritte, siehe Rettungsaktion (Wirtschaft) |
| 2009 | tweet                               | Nachricht, die mit dem Kurznachrichtendienst Twitter verschickt wird. |
| 2010 | app                                 | Kurzwort für Application, siehe Mobile App. |
| 2011 | occupy                              | Bezug auf die Bewegung Occupy Wall Street. |
| 2012 | hashtag                             | Zeichenkette mit vorangestellter Raute auf Twitter, siehe Hashtag. |
| 2013 | because                             | Englisch für „weil“, wird zur Voranstellung eines Substantivs, Adjektivs oder eines anderen Teils einer Rede benutzt. |
| 2014 | #blacklivesmatter                   | Nachdem 2014 die beiden Afroamerikaner Michael Brown und Eric Garner von Polizisten erschossen wurden, protestierten Tausende Menschen gegen Rassismus und Polizeigewalt. Dabei wurde vor allem der Hashtag #blacklivesmatter als Schlachtruf benutzt. |
| 2015 | they                                | Ursprünglich das Pronomen der 3. Person Plural, wird auch als geschlechtsneutrales Pronomen der 3. Person Singular verwendet. |
| 2016 | dumpster fire                       | Bedeutet wörtlich übersetzt „Feuer in einem Müllcontainer“ und bezeichnet „eine herausragend desaströse oder chaotische Situation“. |
| 2017 | fake news                           | Hat laut der American Dialect Society einen Bedeutungswandel von einem Begriff für Desinformation hin zum politischen Schlagwort erfahren. |
| 2018 | tender-age shelter                  | Deutsch etwa „Unterkunft für Personen im zarten Alter“, Euphemismus für Gefangenenlager, in denen die Kinder illegaler Einwanderer von ihren Eltern getrennt festgehalten werden. |
| 2019 | (my) pronouns                       | Leitet die Mitteilung der für sich selbst bevorzugten Pronomen der 3. Person Singular ein. |
| 2020 | Covid                               | Tauchte erstmals im Februar des Jahres als Bestandteil des Krankheitsnamens COVID-19 auf. Wurde später Bestandteil von Komposita wie covid crisis („Coronakrise“) und stehe nun für die gesamte Pandemie und ihre Folgen |
| 2021 | insurrection                        | Aufruhr, (gewalttätiger) Aufstand, fange die „Gefahr für die Demokratie“ während des Sturms auf das Kapitol in Washington 2021 besser ein als andere Wörter |
| 2022 | -ussy                               | Das von pussy (umgangssprachlich für Vulva oder Hauskatze) abgeleitete Suffix stehe beispielhaft für kreative Wortneuschöpfungen in Online-Medien wie TikTok |
| 2023 | enshittification                    | Definiert als "worsening of a digital platform through reduction in quality of service". Der Blogger Cory Doctorow benutzte den Ausdruck, um den Lebenszyklus digitaler Plattformen zu beschreiben: "Here is how platforms die: first, they are good to their users; then they abuse their users to make things better for their business customers; finally, they abuse those business customers to claw back all the value for themselves. Then, they die. I call this enshittification." |

Alle 10 Jahre wird ein Wort des Jahrzehnts gewählt, bisher:
| Jahrzehnt | Wort des Jahrzehnts | Bedeutung/Erklärung                                                                            |
| --------- | ------------------- | ---------------------------------------------------------------------------------------------- |
| 1990er    | web                 | Kurz für das World Wide Web und das Internet                                                   |
| 2000er    | google              | Als Verb für „im Internet suchen“, wie deutsch googeln                                         |
| 2010er    | they                | Als Personalpronomen der 3. Person Singular für Personen mit nichtbinärer Geschlechtsidentität |

1999 wurden außerdem jazz (die Musikrichtung Jazz) als Wort des 20. Jahrhunderts und she („sie“, weibliches Personalpronomen der dritten Person Singular) als Wort des Jahrtausends gewählt. She tauchte erst im 12. Jahrhundert im Englischen auf. Bei der Wahl setzte es sich mit 35 zu 27 Stimmen vergleichsweise knapp gegen science („Wissenschaft“ oder „Naturwissenschaft“) durch.

### Global Language Monitor
- 2000: chad
- 2001: Ground Zero
- 2002: misunderestimate
- 2003: embedded
- 2004: incivility
- 2005: refugee
- 2006: sustainable
- 2007: hybrid
- 2008: change
- 2009: twitter
- 2010: spillcam
- 2011: occupy
- 2012: apocalypse/armageddon (and variations thereof)
- 2013: 404
- 2014: the heart ♥ emoji (for love)

### Oxford University Press
Anfänglich wurde zwischen einem britischen und einem amerikanischen Wort des Jahres unterschieden. Seit 2013 sind die beiden Wörter identisch, inzwischen spricht der Verlag nur noch von einem Word of the Year.
- 2004: chav
- 2005: podcast (verschieden vom UK Word of the Year)
- 2006: carbon-neutral (verschieden vom UK Word of the Year)
- 2007: locavore (verschieden vom UK Word of the Year)
- 2008: hypermiling (verschieden vom UK Word of the Year)
- 2009: unfriend (verschieden vom UK Word of the Year)
- 2010: refudiate (verschieden vom UK Word of the Year)
- 2011: squeezed middle
- 2012: GIF (Verb) (verschieden vom UK Word of the Year)
- 2013: selfie
- 2014: vape
- 2015: 😂
- 2016: post-truth[29]
- 2017: youthquake[30]
- 2018: toxic[31]
- 2019: climate emergency[32]
- 2020: [kein Wort ausgewählt, da das außergewöhnliche Jahr nicht in ein Wort passe][33]
- 2021: vax[34]
- 2022: goblin mode[35]
- 2023: rizz[36]

### Merriam-Webster
- 2010: austerity
- 2011: pragmatic
- 2012: socialism, capitalism
- 2013: science
- 2014: culture
- 2015: -ism
- 2016: surreal
- 2017: feminism
- 2018: justice
- 2019: they
- 2020: pandemic
- 2021: vaccine
- 2022: gaslighting
- 2023: authentic